# كوبا أمريكا تحت 20 سنة 2005
بطوله كوبا أمريكا تحت 20 سنة 2005، أقيمت البطولة في كولومبيا، وصعدت كولومبيا إلى المركز الأول في بطوله كوبا أمريكا تحت 20 سنة 2005.